# Барышев, Ярослав Павлович
Яросла́в (наст. имя — Вячеслав) Па́влович Ба́рышев (15 января 1942, Ставрово, Ивановская область, РСФСР, СССР — 2 июня 2013, Москва, Россия) — советский и российский актёр. Народный артист Российской Федерации (1992), лауреат Государственной премии РСФСР имени К. С. Станиславского (1984).

## Биография
Барышев родился 15 января 1942 года в селе Ставрово Ивановской области.
В 1963 году окончил Высшее театральное училище им. М. С. Щепкина (курс народного артиста СССР Николая Анненкова) и был принят в труппу Малого театра.
Умер 2 июня 2013 года в Москве. Похоронен на Троекуровском кладбище (рядом с могилой актёра Льва Борисова).

## Творчество

### Малый театр
Сезон 1963/64 гг.
- Танцующий офицер, «Порт-Артур» И. Попова, А.Степанова
- Бурлак / Шапкин, «Гроза» А. Островского
- Лорд Пейзл, «Веер леди Уиндермир» О. Уайльда
- Гильоме, «Горе от ума» А. Грибоедова
- Парень, «Власть тьмы» Л. Толстого
- Юноша, «Нас где-то ждут» А. Арбузова
- Зритель в суде, «Живой труп» Л. Толстого
- Юноша, «Госпожа Бовари» Флобера
- Солдат / Том Андерс, «Луна зашла» Дж. Стейнбека
- 6-й гость, «Маскарад» М. Лермонтова
- Шекспир, «Человек из Стратфорда» С. Алешина
- Маляр, «Волки и овцы» А. Островского

Сезон 1964/65 гг.
- 2-й молодой джентльмен, «Веер леди Уиндермиер» О. Уайльда
- Руфорд, «Веер леди Уиндермиер» О. Уайльда
- Эпизоды, «Умные вещи» С. Маршака
- Танцующий, «Госпожа Бовари» Флобера
- Уилл Андерс, «Луна зашла» Дж. Стейнбека

Сезон 1966/67 гг.
- Пуговицын, «Ревизор» Н. В. Гоголя
- Алексей Платов, «Сын» А. В. Софронова
- Матрос, «Оптимистическая трагедия» В. В. Вишневского
- Освальд, «Привидения» Генрика Ибсена

Сезон 1967/68 гг.
- Диего, «Джон Рид» Е. Симнова
- Чацкий, «Горе от ума» А. Грибоедова
- Дмитрий, «Мои друзья» А. Корнейчука
- 2-й купец, квартальный, «Ревизор» Н. Гоголя

Сезон 1968/69 гг.
- 3-й купец, «Ревизор» Н. Гоголя
- Кукер, «Золотое руно» А. Гуляшки
- Чекист, «Твой дядя Миша» Мдивани

Сезон 1969/70 гг.
- Карл Моор, «Разбойники» Ф. Шиллера
- Корреспондент, «Украли консула!» Мдивани
- Даубе, «Признание» С. Дангулова
- Витторио Элия, «Рождество в доме сеньора Купельо» Э. де Филиппо

Сезон 1970/71 гг.
- Родон Кроули, «Ярмарка тщеславия» У. Теккерея

Сезон 1972/73 гг.
- Начальник стражи, «Умные вещи» С. Маршака
- Андрей Шуйский, «Царь Фёдор Иоаннович» А. К. Толстого, режиссёр Б. И. Равенских
- Кукушкин, «Самый последний день» Б. Васильева

Сезон 1974/75 гг.
- Семёнов, «Русские люди» Константина Симонова. Режиссёр: Борис Равенских[6]
- Галецкий, «Вечерний свет» А. Арбузова

Сезон 1975/76 гг.
- Пётр, «Господа Головлёвы» М. Салтыкова-Щедрина
- Андрон Русу, «Птицы нашей молодости» И. Друце
- Джанеттино Дориа, «Заговор Фиеско в Генуе» Ф. Шиллера

Сезон 1976/77 гг.
- Эрих Кламрот, «Перед заходом солнца» Гауптмана
- Николай, «Беседы при ясной луне» В. Шукшина

Сезон 1977/78 гг.
- Грозной, «Любовь Яровая» К. А. Тренёва. Режиссёр: Пётр Фоменко[7]

Сезон 1978/79 гг.
- Эдгар, «Король Лир» У. Шекспира. Режиссёр: Леонид Хейфец[8]

Сезон 1979/80 гг.
- Бенедиктин, «Вызов» Маркова, Э.Шима

Сезон 1980/81 гг.
- Тракторист, «Целина» Л. Брежнева
- Иван Крижовец, «Агония» М. Крлежи

Сезон 1982/83 гг.
- Ведущий, «Целина» Л. Брежнева
- Рамзин, «Выбор» Ю. Бондарева

Сезон 1983/84 гг.
- Линьер, «Сирано де Бержерак» Э. Ростана
- Александров, «Живой труп» Л. Толстого

Сезон 1984/85 гг.
- Иван Петрович Шуйский, «Царь Фёдор Иоаннович» А.Толстого, режиссёр Б. И. Равенских
- Муратов, «Зыковы» М. Горького

Сезон 1985/86 гг.
- Стародум, «Недоросль» Д. Фонвизина, режиссёр В. Иванов

Сезон 1987/88 гг.
- Ляпкин-Тяпкин, «Ревизор» Н. Гоголя

Сезон 1988/89 гг.
- Трубин, «Гости» Л. Зорина
- Вуланд, «Хищники» А. Писемского

Сезон 1990/91 гг.
- Иван Грозный, «Князь Серебряный» А. Толстого
- Рейнграф фон Штейн, «Кетхен из Хайльбронна» Клейста

Сезон 1991/92 гг.
- Понтий Пилат, «Царь Иудейский» К. Романова

Сезон 1992/93 гг.
- Боев, «Дикарка» А. Островского и Н.Соловьева

Сезон 1993/94 гг.
- Беркутов, «Волки и овцы» А. Н. Островского. Режиссёр: Виталий Иванов[9]

Сезон 1995/96 гг.
- Царь Иоанн Грозный, «Царь Иоанн Грозный» А. К. Толстого, режиссёр В. Драгунов

Сезон 1996/97 гг.
- Рогожинский, «Воскресение» Л. Толстого
- Миллер, «Коварство и любовь» Ф. Шиллера

Сезон 1998/99 гг.
- Доктор Дорн, «Чайка» А. П. Чехова. Режиссёр: Владимир Драгунов[10]

Сезон 2002/03 гг.
- Кардинал Ришельё, «Плащ кардинала» П. Гусева

Сезон 2005/06 гг.
- Президент, «Коварство и любовь» Ф. Шиллера
- Амиас Паулет, «Мария Стюарт» Ф. Шиллера

Сезон 2006/07 гг.
- Дорн, «Чайка» А. П. Чехова

Сезон 2009/10 гг.
- Крутицкий, «На всякого мудреца довольно простоты» А. Н. Островского

Сезон 2012/13 гг.
- Кнуров, «Бесприданница» А. Н. Островского

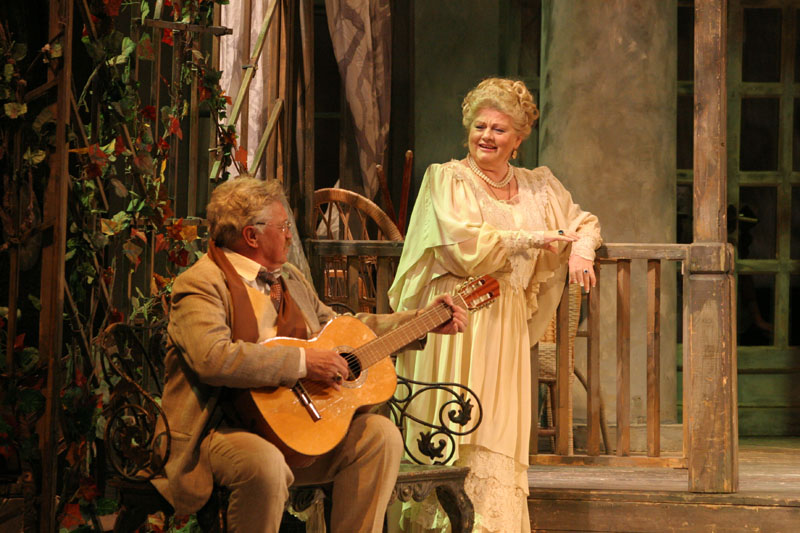
Сцена из спектакля Малого театра «Чайка»
Доктор Дорн — Ярослав Барышев, Аркадина — Ирина Муравьёва

### Фильмография
- 1973 — Волки и овцы (телеспектакль)
- 1976 — Признание (телеспектакль)
- 1976 — Ярмарка тщеславия (телеспектакль) — Родон Кроули
- 1978 — Господа Головлёвы (телеспектакль) — Петя
- 1979 — Русские люди (телеспектакль) — Семёнов
- 1980 — Заговор Фиеско в Генуе (телеспектакль) — Джанеттин
- 1981 — Вызов (телеспектакль) — Григорий Владимирович Бенедиктин, академик
- 1981 — Любовь Яровая (телеспектакль) — Константин Грозной
- 1981 — Царь Фёдор Иоаннович (телеспектакль) — князь Андрей Шуйский
- 1982 — Красные колокола — Григорий Зиновьев
- 1982 — Король Лир (телеспектакль) — Эдгар, сын Глостера
- 1985 — Батальоны просят огня
- 1987 — Зыковы — Муратов
- 1990 — Спутник планеты Уран
- 1992 — В начале было слово
- 1993 — Если бы знать… — Иван Романович Чебутыкин
- 1994 — Охота

## Награды и премии
- Заслуженный артист РСФСР (21.10.1982)
- Народный артист Российской Федерации (23 июня 1992)[2]
- Государственная премия РСФСР имени К. С. Станиславского (1984) — за исполнение роли Ильи Петровича Рамзина в спектакле «Выбор» Ю. В. Бондарева
- Орден Почёта (25 октября 1999 года) — за большой вклад в развитие отечественной театральной культуры и в связи со 175-летием Государственного академического Малого театра России[11]